# Piotr Juszczak
Piotr Juszczak (* 3. Juli 1988 in Kalisz, Polen) ist ein polnischer Ruderer.

## Karriere
Juszczak begann mit dem Rudersport 2000 im jungen Alter von 12 Jahren. In der Juniorenklasse konnte er im Jahr 2006 im Vierer mit Steuermann an den Jahrgangsweltmeisterschaften U19 in Amsterdam teilnehmen und das Finale erreichen. Er durchlief danach den Nachwuchsbereich der Erwachsenen, wo er von 2007 bis 2010 vier Jahre in Folge bei den U23-Weltmeisterschaften im Achter startete und dabei eine Bronzemedaille 2008 und eine Goldmedaille 2009 gewann.
Ab 2009 konnte sich Juszczak parallel auch für die Nationalmannschaft in der offenen Altersklasse anbieten. Bei den Europameisterschaften im belarussischen Brest ruderte er noch im Vierer ohne Steuermann auf den neunten Platz, aber schon im Folgejahr durfte er im polnischen Topteam, dem Achter beim Ruder-Weltcup starten. Er etablierte sich schnell im Großboot und konnte in der Folge einige EM-Medaillen und -Titel gewinnen. Bei den Europameisterschaften 2010 belegte der polnische Achter mit Juszczak an Bord den Silberrang, die europäischen Titelkämpfe 2011 gewann die Mannschaft. Bei den Weltmeisterschaften war man nicht derart erfolgreich und belegte Platz 8 im Jahr 2010 und einen fünften Platz in der vorolympischen Saison 2011. Juszczak konnte als Stammkraft im Achter im Jahr 2012 zum ersten Mal an den Olympischen Sommerspielen teilnehmen. In London verpasste die Mannschaft mit Marcin Brzeziński, Piotr Juszczak, Mikołaj Burda, Piotr Hojka, Zbigniew Schodowski, Michał Szpakowski, Krystian Aranowski, Rafał Hejmej und Steuermann Daniel Trojanowski allerdings das Finale und belegte Platz 7.
Auch nach den Spielen in Großbritannien setzte Juszczak seine Karriere im polnischen Achter fort. Bei den Europameisterschaften 2013 erreichte er Silber. Bei den Weltmeisterschaften 2014 gewann Juszczak außerdem mit dem 3. Platz seine erste WM-Medaille. Mit drei vierten Plätzen bei den Weltmeisterschaften 2013 und Europameisterschaften 2014 und 2015 verpasste der polnische Achter weitere Medaillenplatzierungen knapp. Enttäuschend verliefen die Ruder-Weltmeisterschaften 2015 auf dem französischen Lac d’Aiguebelette, wo die Mannschaft aus Polen mit Juszczak nur den 8. Platz erreichte und die direkte Qualifikation für die Olympischen Sommerspiele in Rio de Janeiro verpasste. Nachdem die Qualifikation im Mai 2016 in Luzern nachgeholt werden konnte, erreichte der polnische Achter den fünften Platz bei den Olympischen Spielen 2016.
Juszczak startet für die Vereine Zawisza Bydgoszcz und Kaliskie TW. Bei einer Körperhöhe von 1,97 m beträgt sein Wettkampfgewicht rund 90 kg.